# Maggie Laubser
Maria Magdalena Laubser, conhecida como Maggie Laubser (pronúncia: /ˈmæɡi/ /laʊbˈʃæ/) (14 de abril de 1886 - 17 de maio de 1973) foi uma pintora e gravadora sul-africana. Ela geralmente é considerada, juntamente com Irma Stern, como responsável pela introdução do Expressionismo na África do Sul. Seu trabalho foi visto inicialmente com escárnio pelos críticos, mas depois passa a ser entendido como exemplar e quintessencial em seu país.

## Juventude e educação
Nasceu na fazenda de trigo Bloublommetjieskloof perto de Malmesbury no Cabo Ocidental, uma produtiva área agrícola na África do Sul. Laubser era a mais velha dos seis filhos de Gerhardus Petrus Christiaan Laubser e Johanna Catharina Laubser (née Holm). Sua juventude foi dominada pela vida rural e pastoral tendo ela se deleitado nesta existência despreocupada.

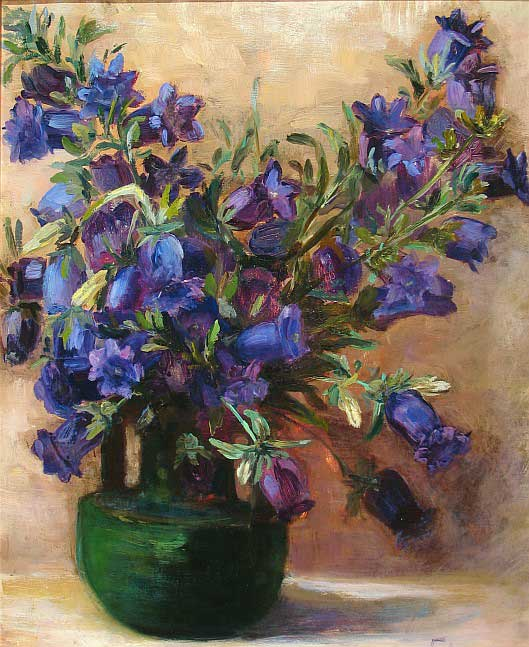
Still Life: Flowers in a Vase (1909-1913), óleo sobre tela, 520 x 420 mm, Sanlam Art Collection.

Depois de frequentar a escola agrícola Rocklands, foi para o internato Bloemhof Seminary, Stellenbosch, onde foi introduzida à arte do desenho. Ele retornou à fazenda em 1901 e, durante uma visita a Cidade do Cabo, conheceu Beatrice Hazel, uma pintora romântica realista, que a apresentou a Edward Roworth, dando ímpeto ao seu desejo de estudar pintura.
Em 1903, ela convenceu seus pais a deixá-la ir à Cidade do Cabo uma vez por semana para ter aulas de canto. A dificuldade da viagem e a falta de crença que sua mãe tinha em sua voz mezzo-soprano a desencorajavam, mas foi nessa época que ela começou a pintar por conta própria.
Estudou pintura com Edward Roworth na Cidade do Cabo por dois meses em 1903. Durante esse tempo, ela recebeu uma medalha de prata por seu trabalho. Em 1907, ela já havia se tornado proficiente o suficiente para entrar para a South African Society of Artists (SASA) e , em 1909, ela foi representada na exposição anual da SASA e da Fina Arts Association da Cidade do Cabo. Em 1910, ela tinha seu próprio estúdio na Strand Street.
Em 1912, durante uma visita a seu sobrinho Gert Coetzee, em Pretória, ela assumiu o cargo de governanta em uma fazenda da família Wolmarans, no distrito de Ermelo, Transvaal, onde também ensinou arte e bordados. Enquanto estava de férias em Durban com uma amiga, Sophie Fisher, ela ficou amiga de Jan Hendrik Arnold Balwé (Cônsul dos Países Baixos em Durban, 1903-1913), proprietário de uma linha de navegação que se ofereceu para financiar os estudos dela e de sua irmã Hannah no exterior.

### Holanda e Inglaterra

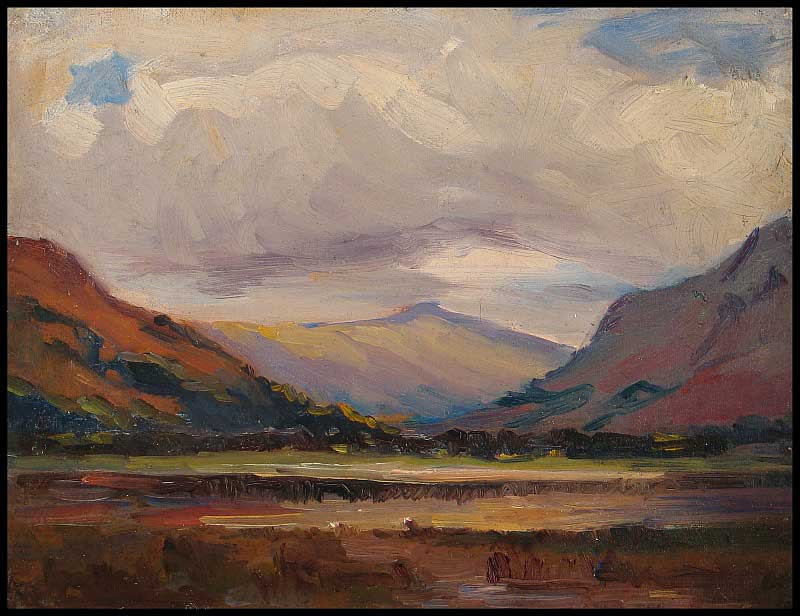
Scottish Landscape with Lake and Mountains, óleo sobre tela, 285 x 370mm.

Laubser e sua irmã partiram para a Europa em 4 de outubro de 1913, indo morar inicialmente em uma colônia de artistas em Laren, Holanda do Norte, em uma área chamada het Gooi. Ela conheceu Ita Mees, uma pianista concertista, e Frederik van Eeden, autor e poeta. Fez amizade com os pintores Laura Knight e Frans Langeveld, e trabalhou no estúdio de Anton Mauve (1838-1888), grande influenciador de Vincent van Gogh, quando ele, em seus últimos anos de vida, viveu em Laren.
No início da Primeira Guerra Mundial ela foi para Londres, ficando, inicialmente, em Huntingdonshire e, em seguida, em outubro de 1914, mudou-se para um hotel e se matriculou na Slade School of Arts para o período de outubro de 1914 a março de 1919. Henry Tonks, Walter Westley Russell e Ambrose McEvoy foram seus professores de desenho, enquanto Philip Wilson Steer foi seu professor de pintura. Aparentemente, ela nunca pintou durante seu tempo na Slade, concentrando seus esforços em desenhos de retratos e estudos de figura. Retornou à África do Sul em 1915, para visitar a exploração agrícola de sua família em Oortmanspost perto de Klipheuewl, na Província do Cabo, e em março de 1919, após a conclusão de seus estudos.

## Início da carreira e viagens

### Bélgica, junho de 1919 a setembro de 1920
Laubser viajou de Londres para a Bélgica em 6 de junho de 1919. Lá, fez amizade com Arnold Balwé, filho de seu patrono, que era estudante da Royal Academy of Fine Arts, Antuérpia. Ela provavelmente o acompanhou como aluna ocasional, como é evidenciado por uma série de estudos de  us esboçados durante esse período. Há evidências de que ela também entrou em contato com a arte de Die Brücke e Der Blaue Reiter durante uma estadia em Munique, em 1919.

### Itália, outubro de 1920 a agosto de 1921

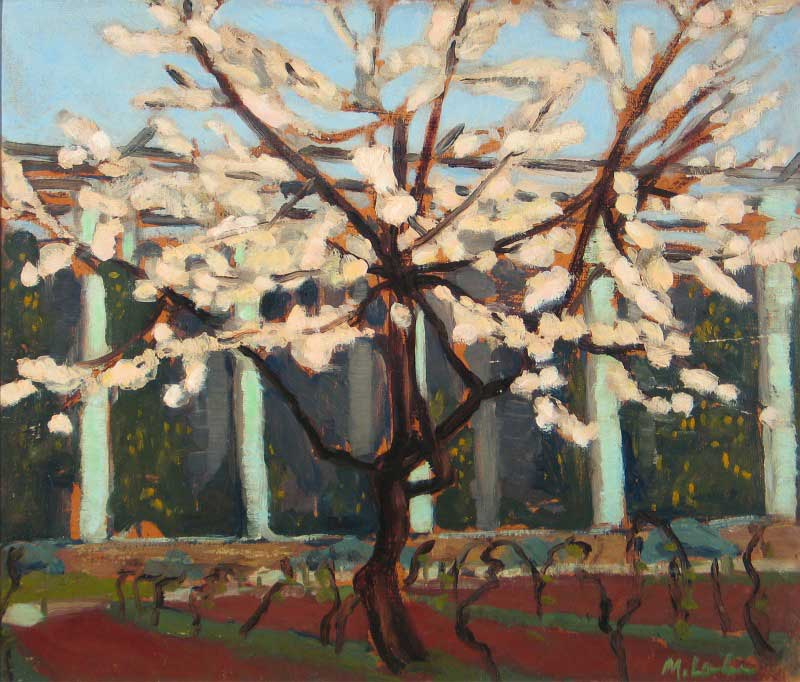
Pink Blossoming Tree, (1920–1921), óleo sobre papelão, 340 x 400 mm, Sanlam Art Collection.

Viajou com Balwé para a Itália e morou e trabalhou em Torri del Benaco e San Vigilio no Lago de Garda. Durante este tempo, ela e Balwé foram apoiados financeiramente pelo pai de Balwé e isso lhes deu liberdade para trabalhar em pinturas para possíveis exposições em vez de venda o que pode ser provado por grande número de obras assinadas e datadas deste período.
J. H. A. Balwé tinha estado doente no final de 1920, e Arnold Balwé e Maggie Laubser o acompanharam a Bad Kissingen em abril de 1921 até a sua morte nesse mesmo mês. Depois da morte de Balwé, os meandros de Laubser a levaram a Veneza, onde visitou o Palácio dos Doges (junho/julho de 1921), depois a Milão e, em 18 de agosto de 1921, de volta à Alemanha. Em 19 de setembro de 1912, ela chegou à Cidade do Cabo via Union-Castle Line.

### Alemanha, novembro de 1922 a novembro de 1924

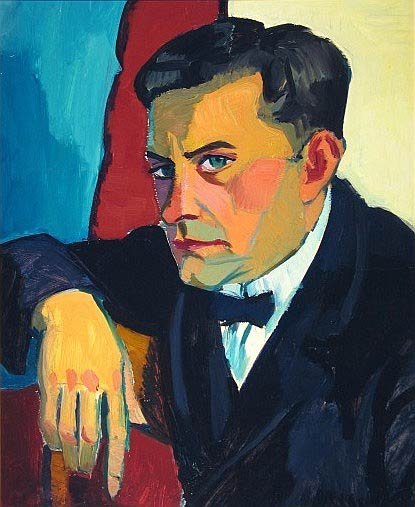
Retrato de um homem, Berlim, (1923, aproximadamente), óleo sobre papelão, 595 x 475 mm.

Em 16 de novembro de 1922, lhe foi emitido um visto pelo Consulado Alemão da Cidade do Cabo. Laubser, instalou-se em Kurfürstendamm 40, Berlim, até 1 de janeiro de 1923 e mudou-se para Kurfürstendamm 43, Berlim, no mesmo mês. Junto a Irma Stern, ela viajou pelo Mar Báltico, Ahrenshoop durante três semanas em julho de 1923. Depois de viagens a Weimar e Baviera, e outra mudança de endereço, de Kalckreuthstrasse 5 para um alojamento com Fräulein Finck em Von der Heydt Strasse 1, sul de Tiergarten, conseguido com a ajuda de sua amiga Kate Mädler, ela se estabeleceu na vida cultural de Berlim. Laubser conheceu membros do corpo diplomático, pintou retratos, assistiu a concertos de música e fez amizade com os pianistas Wilhelm Busch e Otto Glore.
Foi em Berlim, de 1922 a 1924, que ela entrou em contato com o Expressionismo alemão e foi encorajada por Karl Schmidt-Rottluff. Os trabalhos de Emil Nolde, Max Pechstein, Franz Marc e Erich Waske estavam acessíveis a ela e esclareceram suas ambições. Laubser destacou Franz Marc da Der Blaue Reiter, Nolde, Schmidt-Rottluff e Pechstein, do Die Brücke como significantes a sua personalidade artística. Embora ela diga não ter sido influenciada por eles, a extensão da influencia desses artistas no seu trabalho dá-se ao fato dela ter se aproximado ao Expressionismo alemão durante esses anos, em que ela produziu uma série de dez litografias chamada Visionen.
Em 14 de agosto de 1924, ela negociou com Allison Bros para enviar seus quadros ára a África do Sul.

## Estreia sul-africana e recepção crítica

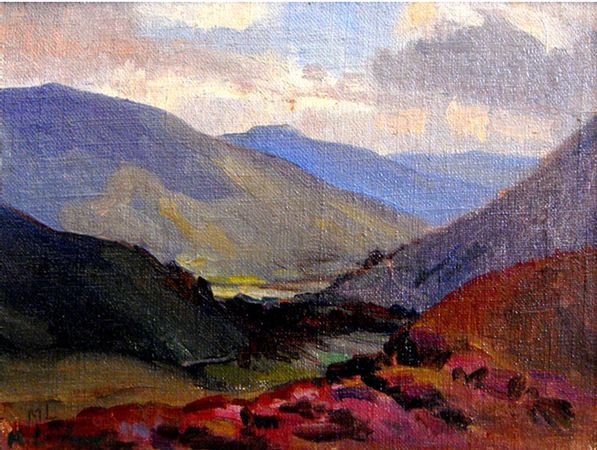
Bloublommetjieskloof, óleo sobre tela, 270 x 365 mm.

Em novembro de 1924, Laubser retornou à África do Sul e estabeleceu-se em Ooortmanspost, a fazenda de sua família. Ela conheceu o escultor Moses Kottler e o cartunista D. C. Boonzaier, que a apresentou a seu filho Gregoire Boonzaier, membro fundador do New Group, um grupo de novos artistas sul-africans, e renovou sua amizade com as pintoras Ruth Prowse e Nita Spilhaus. Ela foi convidada a expor na Cidade do Cabo e foi cruelmente desiludida quando seu trabalho, como o de Irma Stern, encontrou com a crítica feroz de Bernard Lewis, dos jornais Die Burger e The Cape Times.
Em abril de 1929, ela conheceu P. Serton e sua esposa. Assim como A. C. Celliers e Koos Botha, todos a encorajaram a ter uma exposição individual. Sua primeira exposição individual aconteceu em Stellenbosch, com o apoio de A. C. Bouman e Con de Villiers. Durante esse momento ela também conheceu Martin du Toit, que tornou-se um grande defensor, organizando anos depois sua primeira exposição em Transvaal em 1931.

## British Empire Exhibition, Johannesburg, 1936
Em 3 de maio de 1936, seu pai morreu, deixando a fazenda para seu irmão e uma pensão para sua mãe. Laubser herdaria o saldo dessa pensão com a morte de sua mãe em novembro desse mesmo ano. Mesmo sendo tratada rudemente pela imprensa, ela foi eleita para participar da prestigiada British Empire Exhibition, cujo convocador era M. L. du Toit.
A exposição em 1936 foi quadrienal, realizada em Milner Park, Joanesburgo, e representava o melhor que a África do Sul poderia oferecer. Foi nesse período que Laubser pode se familiarizar com Alexis Preller, que atrairia a ira dos críticos por seu trabalho na primeira exposição do New Group, em 4 de maio de 1938. Laubser também integrou o New Group e participou da exposição em 1938.

## Anos finais e legado

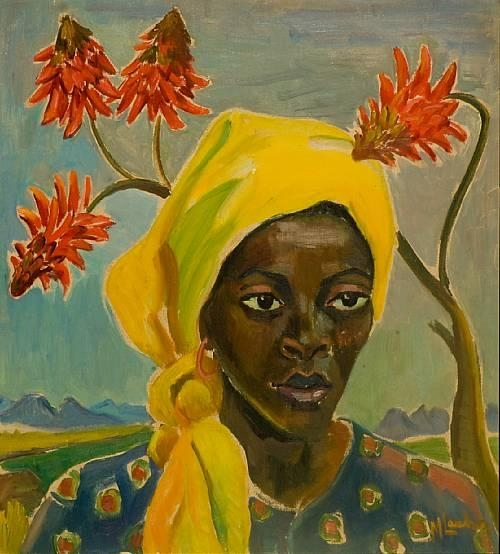
Annie of the Royal Bafokeng, 1945, óleo sobre tela, 500 x 450 mm.

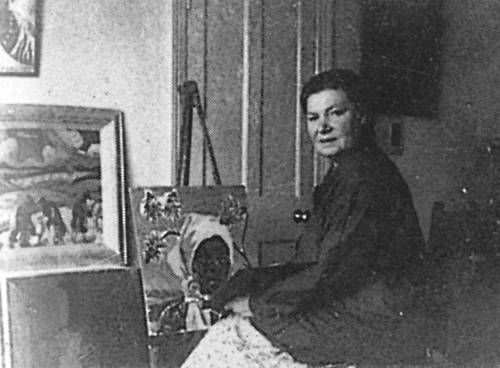
Laubser com Annie of the Royal Bafokeng em 1945.

Maggie Laubser foi ativa desde 1900 e continuou trabalhando ininterruptamente até sua morte em 1973. O catálogo raisonné compilado por Dalene Marais contém 1784 trabalhos individuais de Laubser. Seu estilo de trabalho é geralmente aceito por muitos autores como expressionista, mas também há elementos identificáveis do fauvismo, assim como um pastoralismo que desmentem os protótipos expressionistas alemães aos quais a artista foi exposta.
Depois da morte de seus pais ela foi morar na Cidade do Cabo em 1937, tendo um estúdio em Drie Ankerbaai. Em 1942, ela se mudou para Strand, onde construiu uma casa no campo chamada, Altyd Lig (Always Bright), em 1947. Em 28 de maio de 1946, Prof. P. J. Nienaber aunciou que Laubser deveria receber a medalha honorária da Academia de Artes e Ciência.
Em 1947, ela recebeu o Oscar por pintar pelo jornal Die Vaderland. Em 1948, torna-se membro da Academia de Artes e Ciências da África do Sul junto com a poeta Elisabeth Eybers. Ela continuou a pintar e desenvolver seu estilo, e, em 1959, foi presenteada com o título honorário da Academia de Artes e Ciência. A Associação Africana de Artes a honrou com uma medalha, entregue pelo Prof. A. L. Meiring, em 1968. A South African National Gallery e o Mudeu de Arte de Pretória receberam a maior exposição retrospectiva de Maggie Laubser em 1969. Este evento foi seguido por uma retrospectiva de trabalhos recentes entre 2 de dezembro de 1987 e 31 de janeiro de 1988, também na South African National Gallery.
Maggie Laubser morreu em 17 de maio de 1973 em Altyd Lig. Havia uma tela inacabada em seu cavalete.

## Principais coleções
Os trabalhos de Maggie Laubser estão incluídos nas seguintes coleções principais:
- South African National Gallery, Cidade do Cabo.
- Johannesburg Art Gallery, Joanesburgo.
- Museu de Arte de Pretória, Pretória.
- Durban Art Gallery, Durban.
- A. C. Galeria Branca, Bloemfontein.
- Museu de Arte de Hester Rupert, Graaff-Reinet.
- Museu Rupert, Stellenbosch.
- Galeria de arte de William Humphreys, Kimberley.
- Sanlam Art Collection, Cidade do Cabo.